# František Josef Studnička
František Josef Studnička (n. 27 iunie 1836, Janov⁠(d), Boemia de Sud, Cehia – d. 21 februarie 1903, Praga, Regatul Boemiei, Austro-Ungaria)  a fost un matematician, cartograf, meteorolog și istoric al matematicilor și fizicii ceh.

## Biografie
A absolvit Universitatea din Viena (1862). În anii 1864-1871 a lucrat la Politehnica din Praga (din anul 1866 - profesor al acestei instituții). În anii 1871-1903 a lucrat la Universitatea regală carolingiană din Praga.

## Activitatea științifică
S-a ocupat de teoria determinanților, teoria matematică a meteorologiei. Este autor a câtorva manuale și carți de popularizare a științelor. A perfecționat terminologia cehă matematică. A fost unul dintre organizatorii și conducătorii principali ai științei cehe din cea de a doua jumatate a secolului al XIX-lea.

## Opera
- O soustavě sluneční, Matice lidu, číslo 5, Praha : Spolek pro vydávání laciných knih českých, 1868
- O povětrnosti, Matice lidu, ročník VI. číslo 6, Praha : Spolek pro vydávání laciných knih českých, 1872
- Zeměpis hvězdářský, Všeobecný zeměpis, čili, Astronomická, mathematická a fysikální geografie , díl I., Praha : František Šimáček, 1881
- Zeměpis mathematický, Všeobecný zeměpis, čili, Astronomická, mathematická a fysikální geografie , díl II., Praha : František Šimáček, 1882
- Zeměpis přírodnický, Všeobecný zeměpis, čili, Astronomická, mathematická a fysikální geografie , díl III., Praha : František Šimáček, 1883
- Základové vyšší matematiky, třísvazkové dílo z let 1868 až 1871, Praha : vlastní náklad

## Vezi și
- SAO/NASA Astrophysics Data System (ADS)